# Liste der 999 Frauen des Heritage Floor/Hypatia
Diese Liste beschreibt das Gedeck für Hypatia auf dem Tisch der Kunstinstallation The Dinner Party von Judy Chicago. Sie ist Teil der Liste der 999 Frauen des Heritage Floor, die den jeweiligen Gedecken auf dem Tisch zugeordnet sind. Die Namen der 999 Frauen befinden sich auf den Kacheln des Heritage Floor, der unterhalb des Tisches angeordnet, zur Kunstinstallation gehört.

## Beschreibung
Die Installation besteht aus einem dreiseitigen Tisch, an dem jeweils 13 historische oder mythologische Persönlichkeiten, somit insgesamt 39 Personen, von der Urgeschichte bis zur Frauenrechtsbewegung Platz finden. Diesen Personen wurde am Tisch jeweils ein Gedeck bestehend aus einem individuell gestalteten Tischläufer, einem individuell gestalteten Teller sowie einem Kelch, Messer, Gabel, Löffel und einer Serviette zugeordnet. Die erste Seite des Tisches widmet sich der Urgeschichte bis zur Römischen Kaiserzeit, die zweite der Christianisierung bis zur Reformation und die dritte von der Amerikanischen Revolution bis zur Frauenbewegung. Jedem Gedeck auf dem Tisch sind weitere Persönlichkeiten zugeordnet, die auf den Fliesen des Heritage Floor, der den Raum unter dem Tisch und die Mitte des Raumes zwischen den Seite des Tisches einnimmt, einen Eintrag erhalten haben. Diese Liste erfasst die Persönlichkeiten, die dem Gedeck der Hypatia zugeordnet sind. Ihr Platz befindet sich an der ersten Tischseite.

### Hinweise
Zusätzlich zu den Namen, wie sie in der deutschen Transkription oder im wissenschaftlichen Sprachgebrauch benutzt werden, wird in der Liste die Schreibweise aufgeführt, die von Judy Chicago auf den Kacheln gewählt wurde.
Die Angaben zu den Frauen, die noch keinen Artikel in der deutschsprachigen Wikipedia haben, sind durch die unter Bemerkungen angeführten Einzelnachweise referenziert. Sollten einzelne Angaben in der Tabelle nicht über die Hauptartikel referenziert sein, so sind an der entsprechenden Stelle zusätzliche Einzelnachweise angegeben. Bei Abweichungen zwischen belegten Angaben in Wikipedia-Artikeln und den Beschreibungen des Kunstwerks auf der Seite des Brooklyn Museums wird darauf zusätzlich unter Bemerkungen hingewiesen.

### Gedeck für Hypatia

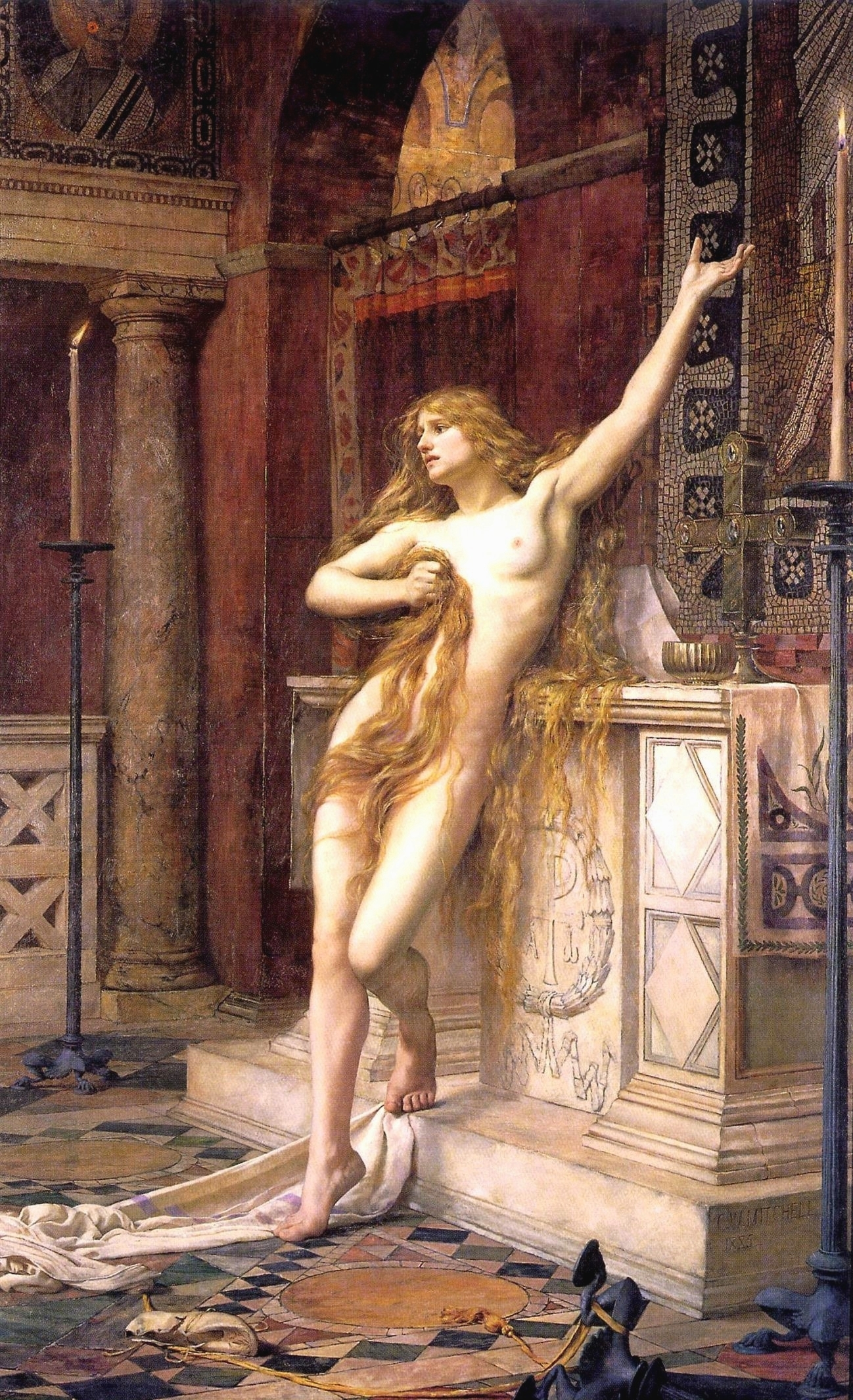
Hypatia, Charles William Mitchell (1885)

Hypatia wurde 355 in Alexandria als Tochter des Astronomen und Mathematikers Theon von Alexandria geboren. Durch ihren Vater erhielt sie eine mathematische und astronomische Ausbildung; auch in der Philosophie war sie geschult. Sie arbeitete zusammen mit ihm an seinen astronomischen Forschungen und begann nach dem Abschluss ihrer Ausbildung selbst zu unterrichten. Ihr Werk und ihre Lehre wurden nicht überliefert und Einzelheiten sind heute nicht mehr bekannt. Im Suda ist ihr ein Artikel gewidmet, der jedoch aus unterschiedlichen Quellen zusammengesetzt ein uneinheitliches Bild bietet. Eine feste Anstellung, einen aus öffentlichen Mitteln finanzierten Lehrstuhl scheint sie nicht gehabt zu haben; sie unterrichtete öffentlich, vertrat einen vermutlich mit kynischem Gedankengut angereicherten Neuplatonismus und zog in ihrem Gelehrtenmantel durch die Straßen.
Im zunehmend christlich geprägtem Alexandria gehörte sie der nichtchristlichen philosophischen Tradition an und wurde schließlich Opfer eines Machtkampfes, bei dem religiöse Gegensätze instrumentalisiert wurden. Sie wurde durch einen christlichen Mob in eine Kirche gebracht, dort ermordet und zerstückelt. Aus feministischer Sicht erscheint sie als frühe, hochgebildete Vertreterin einer emanzipierten Weiblichkeit und Opfer einer frauenfeindlichen Haltung ihrer Gegner.
Ihr Gedeck auf dem Tisch der Dinner Party ist gekennzeichnet durch Motive im koptischen Stil, des aufkommenden Christentums, ihrer Zeit. Der Tischläufer ist mit gewebten Wollbändern eingefasst, die Seiten sind mit Herzmotiven geschmückt, die der Ornamentik koptischer Tuniken ähneln. Die Rückseite des Läufers zeigt vier weinende Frauengesichter unterschiedlichen Alters, die Hypatia im koptischen Stil darstellen und für Frauen jeden Alters stehen sollen. Ihr Erscheinungsbild ist verschwommen und die umgebenden Gliedmaßen werden in verschiedene Richtungen gezerrt. Diese Darstellung steht für die Brutalität ihrer Ermordung. Die in diesem Teil des Tischläufers dominierenden Farben sind Blutrot und ein bunter Regenbogen von Tönen, die auf die Gewalt und die Schönheit im Leben der Hypatia hinweisen sollen. Die verwendeten Farben im übrigen Teil des Läufers sind orange, rot und grün und sie werden in der Gestaltung des Tellers aufgegriffen. Dieser ist mit einem Blattmotiv gestaltet, welches auf Motiven basiert, die sich auf koptischen Wandteppichen finden. Die Formen erinnern an einen Schmetterling und die unteren Strukturen erzeugen eine Illusion von Bewegung. Der initiale Buchstabe „H“ auf der Vorderseite des Tischläufers wird durch ein Gesicht verziert.
| Name                                                      | Schreibweise auf der Kachel | Geburtsdatum           | kulturräumliche Zuordnung      | Bemerkungen | Bild |
| --------------------------------------------------------- | --------------------------- | ---------------------- | ------------------------------ | --- | ---- |
| Aemilia Hilaria                                           | Aemilia                     | um 300                 | Römische Kaiserzeit            | Gallo-römische Ärztin. |      |
| Agatha von Catania                                        | Agatha                      | um 225                 | Römische Kaiserzeit            | Märtyrin und Heilige, die starb, da sie als gottgeweihte Jungfrau den Heiratsantrag des heidnischen Statthalters von Sizilien, Quintinianus, ablehnte. |      |
| Barbara von Nikomedien                                    | Barbara                     | 3. Jh.                 | Römische Kaiserzeit, Nikomedia | Jungfrau und Märtyrin. Der Überlieferung zufolge wurde sie von ihrem Vater enthauptet, weil sie sich weigerte, ihren christlichen Glauben und ihre jungfräuliche Hingabe an Gott aufzugeben. |      |
| Blandina                                                  | Blandina                    | um 150; † um 177       | Römische Kaiserzeit, Lyon      | Frühchristliche Märtyrin und Heilige. Stadtpatronin von Lyon. |      |
| Clodia                                                    | Clodia                      | um 90 v. Chr.          | Römische Republik              | Eine der umstrittensten Frauen der späten römischen Republik. Ihr galt Marcus Tullius Ciceros Verunglimpfung wegen eines ausschweifenden Lebenswandels in seiner Rede Pro Caelio. Unter anderem sagte er ihr Inzest mit ihrem Bruder Publius Clodius Pulcher nach. Daraus wurde schon in der Antike gefolgert, dass sie die Lesbia genannte Geliebte des Dichters Catull war, der dieser zahlreiche Gedichte gewidmet hat. |      |
| Cornelia                                                  | Cordelia Gracchi            | um 190 v. Chr.         | Römische Republik              | Sie war eine der bedeutendsten Frauen im Rom des 2. Jahrhunderts v. Chr. Rom verehrte sie als Inbegriff der tugendhaften Matrona, und nachdem sie in hohem Alter gestorben war, wurde ihr als erster Frau in Rom eine Statue errichtet. |      |
| Cornelia Metella                                          | Cordelia Scipio             | 1. Jahrhundert v. Chr. | Römische Republik              | Tochter von Quintus Caecilius Metellus Pius Scipio und fünfte Frau von Gnaeus Pompeius Magnus. War Augenzeugin als Pompeius in Ägypten getötet wurde. |      |
| Epicharis                                                 | Epicharis                   | 1. Jh.                 | Römische Kaiserzeit            | Römische Freigelassene und Mitglied der fehlgeschlagenen Pisonischen Verschwörung gegen Kaiser Nero. |      |
| Hestiaea                                                  | Hestiaea                    | N/A                    | Antikes Griechenland           | Literaturwissenschaftlerin, die eine Abhandlung über Homers Ilias schrieb und sich mit anderen alexandrinischen Gelehrten über die geografische Lage von Troja auseinandersetzte. |      |
| Hortensia                                                 | Hortensia                   | um 95 v. Chr.          | Römische Republik              | Die einzige Frau im antiken Rom, von der namentlich bekannt ist, dass sie öffentlich als Rednerin aufgetreten ist. |      |
| Iaia                                                      | Laya                        | 2. Jh. v. Chr.         | Römische Republik              | Malerin und Bildhauerin der Antike aus Kyzikos. |      |
| Ima Shalom                                                | Shalom                      | 1. Jh. v. Chr.         | Römische Republik              | Eine der wenigen Frauen, die im Talmud genannt und zitiert werden. |      |
| Katharina von Alexandrien                                 | Catherine                   | 3. oder 4. Jh.         | Römische Kaiserzeit            | Christliche Heilige, nach der Überlieferung eine Jungfrau, die im frühen 4. Jahrhundert von dem heidnischen Kaiser Maxentius gemartert wurde. Ihre Legende wurde vermutlich nach der Persönlichkeit und dem Schicksal der von Christen ermordeten Philosophin Hypatia konstruiert. |      |
| Metrodora                                                 | Metrodora                   | 490                    | Spätantike                     | Vermeintliche oder reale Ärztin und Autorin des ältesten medizinischen Textes, der bei der Annahme es handele sich bei der Verfasserangabe wirklich um eine Frau, von einer Frau verfasst wurde. |      |
| Pamphila                                                  | Phamphile                   | 1. Jh. n. Chr.         | Antikes Griechenland           | Historikerin aus Epidauros, schrieb die Historischen Kommentare, eine umfassende Geschichte Griechenlands mit 33 Büchern. Es sind nur Fragmente des Werks erhalten, aber Pamphila wird von vielen antiken Autoren zitiert, darunter Photios, Diogenes Laertios und Suidas. |      |
| Philotis (auch „Tutela Philotis“, „Tutola“ oder „Tutula“) | Philotis                    | 4. Jh. v. Chr.         | Römische Republik              | Sklavin, ihr Plan führte zum Sieg der Römer über die Latiner. Möglicherweise eine legendarische Person. |      |
| Sulpicia die Ältere                                       | Sulpicia                    | 1. Jh. v. Chr.         | Römisches Reich                | Dichterin zur Zeit des Kaisers Augustus. Sie stand offenbar in engem Kontakt mit dem Dichterkreis um ihren Onkel Messalla, zu dem auch Tibull und Ovid gehörten. |      |

Einzelnachweise
1. ↑  Brooklyn Museum: Hypatia. In: brooklynmuseum.org. Abgerufen am 18. Oktober 2019.